# Mikro-PC World
Časopis Mikro-PC World je bio srpsko izdanje američkog časopisa PC World, u izdanju Mikro knjige iz Beograda. Prvi broj časopisa Mikro pojavio se na kioscima 1. jula 1997. godine. Glavni i odgovorni urednici bili su prevodilac i recenzent Milenko Vasić pa programer Gojko Adžić.
Mikro–PC World je bio mesečni računarski časopis namenjen širokom krugu korisnika.
Sadržao je najnovije vesti o hardverskim i softverskim proizvodima, male savete, prikaze i poređenja, testove, teme iz oblasti elektronskog poslovanja, interneta, multimedije i mobilnih komunikacija i čitaocima je pružao ključne informacije koje su im neophodne pri donošenju odluka o kupovini računarske opreme.
Uz dodatne informacije s domaćeg tržišta nudio je i zabavni sadržaj. Sastavni deo časopisa bio je prateći disk sa preko 100 najnovijih šerver, demo i besplatnih programa, rubrikama iz časopisa, arhivom MikroVesti i najavama filmskih hitova.
Mikro je bio prvi domaći računarski časopis koji je 1. maja 2000. godine počeo redovno da izlazi sa pratećim CD diskom. Od maja 2005. do februara 2012., Mikro je redovno izlazio sa pratećim DVD diskom.
Časopis Mikro-PC World se distribuirao u Srbiji, Bosni i Hercegovini, Crnoj Gori i Makedoniji.
Posebnost ovog časopisa, naročito dok je glavni i odgovorni urednik bio Milenko Vasić (dobitnik IT Globusa kao najbolji IT novinar za 2009. godinu), bila je i ta da se borio protiv loših i inertnih (lenjih) prevoda u domaćoj računarskoj štampi i komunikaciji.

## MikroVesti
Od septembra 1999. godine do septembra 2012. godine, redakcija časopisa Mikro objavljivala je MikroVesti koje sadrže aktuelne informacije iz računarskih tehnologija, sa domaćeg i inostranog tržišta.
MikroVesti su bile besplatne vesti i emitovale su se svakog radnog dana preko Biltena MikroVesti, a redovno su ih preuzimale novinske agencije i elektronski mediji. Redakcija časopisa Mikro godišnje je objavivala preko 1700 MikroVesti.

## IT Globus
IT Globus je bila godišnja nagrada za najbolje proizvode i usluge u oblasti informatičko-telekomunikacionih tehnologija u Srbiji i doddeljivao ju je časopis Mikro-PC World.
IT Globus se dodeljivao u više kategorija a Zlatni Globus se dodeljuje za najveći IT doprinos. Dodeljuju se i specijalne nagrade za najboljeg IT novinara (po izboru vodećih IT novinara) i najveći IT promašaj u protekloj godini.
Proglašenje i svečana dodela nagrada IT Globus tradicionalno se od 2003. god. održava početkom decembra. Poslednja put, nagrade su dodeljene 2010. godine.
- IT Globus 2003
- IT Globus 2004
- IT Globus 2005
- IT Globus 2006
- IT Globus 2007
- IT Globus 2008
- IT Globus 2009
- IT Globus 2010

## Gašenje
Nakon skoro 15 godina neprekidnog izlaženja i objavljenih 160 brojeva, izdavač Mikro knjiga je bio primoran da obustavi izlaženje časopisa, tako da je februarski broj 2012. godine ujedno i poslednji koji je objavljen.